# Majeerteen
Els majeerteen, també majerteen, majirtin, macherten i altres variants (somali: majeerteen; àrab: ماجرتين, mājirtīn) són els membres d'un clan somali del grup harti de la gran confederació de clans darod. Viuen principalment al Puntland (nord-est de Somàlia). Governats per un sultà (vegeu Sultanat de Majeerteen), aquest va quedar sota protectorat italià el 1889 i fou annexionat el 1925 (però ocupat militarment només el 1927).
Estan emparentats properament amb altres subclans dels harti: els warsangali, els ogayslabe, els dhulbahante i els dashiishe, que viuen a l'oest al Sanaag i Sool.

## Subclans
- Wabeeneeye
  - Ali Wabeeneeye
  - Ahmed Wabeeneeye
- Noleys
  - Mohamed Nooleys
    - Saleebaan
      - Ali Saleebaan(Ali Saleebaan is the second largest subclan of Majeerteen)
        - Awlayahan Ali
        - Bicidyahan Ali
        - Ismail Ali
        - Omar Ali
        - Aden Ali
        - Said Ali

      - Ugaar Saleebaan
        - Idriis ugar
        - Ciise ugar
        - Abdriraxmaan ugar
        - Maxamad ugar

      - Ismail Saleebean
      - Cabdirixiin Saleebaan
        - Mohamed Warfaa
        - Yusuf warfaa

      - Mahmoud Saleebaan
        - Cisman Mahmoud
        - Ciise Mahmoud
        - Omar Mahmoud
        - Nuux Mahmoud
        - Hariiro Mohmoud

    - Reer Cumar
    - Odaa Rogan
    - Wan barweyn
    - Bari-bari
      - Cumar Umad Nabi
      - Toljecel Hassan Talareer

    - Mahamed (Umad Nabi)
      - Reer Bicidyahan
        - Reer Xaamud
        - Galaeri

      - Reer Mahmoud
      - Abdalle Ibrahim
      - Jibraahiil
        - Ali Jibraahiila
        - Nuh Jibrahiil

  - Xuseen Talorer
    - Siwaaqroon
      - Abokor
      - Aadan
      - Mahamed

  - Musse Noleys (Idigfale)
    - Said (Islaan-soor)
      - Salah Said
      - Mohamed Said
      - Ahmed Said
      - Abdi Said

    - Omar (Iidyabare)
      - Hassan Omar

  - Abdalle Noleys (Danweyne)
- Amaanle
- Guddoonwaaq
- Filkucaag
- Amarti-Waaq
- Tabale
- Reer Haamid